# Darek Pala
Darek Pala (* 1967 in Częstochowa), auch Dariusz Pala, ist ein polnischer Maler.
Von 1982 bis 1987 besuchte Pala das Malczewski-Kunstgymnasium (Liceum Plastyczne im. J. Malczewski) in seiner Heimatstadt. Nach Erlangung des Abiturs studierte er bis zum Abschluss 1992 an der Akademie der Bildenden Künste in Krakau, Fakultät für Grafik und Lithographie bei Roman Żygulski (1951–2014). Pala lebte und arbeitete seit 1993 in Warschau und von 1998 bis 2010 in Miami, seitdem wieder in Warschau. Im Jahr 2015 promovierte er an der Kunstfakultät der Kazimierz-Pułaski-Universität (Uniwersytet Technologiczno-Humanistyczny im. Kazimierza Pułaskiego) in Radom bei Anna Wojdała-Markowska (* 1964) über den Einfluss malerischer Gestaltungsmöglichkeiten auf die räumliche Form des Kunstwerks (Wpływ środków malarskich na formę przestrzenną dzieła).
Werke des Künstlers wurden seit 1991 auf diversen Gruppen- und Einzelausstellungen in Polen und im Ausland (Deutschland, Finnland, Frankreich, Holland, Kanada, Luxemburg, Spanien, Ungarn, USA), darunter bei Einzelausstellungen im Museum der Stadt Częstochowa (2018) sowie im Regionalmuseum (Muzeum Ziemi) in Błonie (2019), gezeigt.
Pala malt figürliche Kompositionen und Stillleben und arbeitet bildhauerisch auch mit Holz, Plexiglas und Metall. Seine Kunst zeichnet sich durch stark kontrastierende Farben aus, vorzugsweise basierend auf drei Grundfarben. Aus diesem Dreiklang entsteht die charakteristische Ästhetik seiner Gemälde. Ursprünglich genutzt zur Darstellung anekdotisch anmutender Genreszenen besteht das spätere Werk aus reduzierteren Bildern, die sich in Richtung Abstraktion bewegen.